# 仙台市立大沢中学校
仙台市立大沢中学校（せんだいしりつ おおさわちゅうがっこう）は、宮城県仙台市青葉区赤坂一丁目にある公立中学校。

## 歴史
学校教育法にもとづき1947年（昭和22年）に一斉に作られた新制中学校の一つとして、当時の宮城郡大沢村に設立された。当初は大沢小学校内にあったが、同年中に高野原にあった青年学校の旧道場に事務室をおき、2年後にそこに2教室を開設して移転した。茅葺き屋根で雨漏りがする教室だったという。1950年（昭和25年）に同じ場所に木造1階建ての校舎を新築した。高野原は大沢小学校から遠く、川前分教場（後の川前小学校）に近い位置である。早くから学校植林を行ったのが特徴であった。

## 沿革
- 1975年（昭和50年）に鉄筋コンクリート3階建ての校舎を新築した。
- 1947年（昭和22年）4月21日 - 大沢村立大沢中学校として開校
- 1947年（昭和22年）7月16日 - 高野原に事務室を置く
- 1948年（昭和23年）5月4日 - 高野原に2教室を開設、移転
- 1950年（昭和25年）5月25日 - 木造瓦葺の校舎を新築
- 1951年（昭和26年）10月14日 - 3教室を増築
- 1955年（昭和30年）2月1日 - 宮城村立大沢中学校に改称（広瀬村と大沢村が対等合併で宮城村となったため）
- 1957年（昭和32年）3月25日 - 特別教室2を増築
- 1962年（昭和37年）4月19日 - 体育館を建設
- 1963年（昭和38年）11月3日 - 宮城町立大沢中学校に改称（町制施行のため）
- 1968年（昭和43年）8月1日 - プールを設置
- 1987年（昭和62年）11月1日 - 仙台市立大沢中学校に改称（宮城町が仙台市に吸収合併のため）

## 学区
- 仙台市立川前小学校と仙台市立大沢小学校の学区全て。

## 所在地
- 宮城県仙台市青葉区赤坂1丁目2-1

## 出身著名人
- 熊谷駿（プロサッカー選手）[4]
- 吉田伊吹 - サッカー選手